# Aquí huele a muerto... (¡Pues yo no he sido!)
Aquí huele a muerto... (¡Pues yo no he sido!) és una pel·lícula espanyola de 1990 dirigida per Álvaro Sáenz de Heredia i protagonitzada pel duet còmic Martes y Trece. La pel·lícula aconseguí gairebé 1,5 milions d'espectadors i fou una de les obres que obtingué el benefici econòmic més gran de l'any, concretament de 511.469.565,68 pessetes (3.073.994 euros). Un dels llocs de rodatge fou el castell de Batres, situat a la localitat homònima de la Comunitat de Madrid, que actuà d'escenari per a representar el castell de Somolskaia.
Vint-i-cinc anys després de l'estrena, un dels fets que despertà de nou l'interès per la pel·lícula fou la presència de l'ex-comissari de policia José Manuel Villarejo al repartiment. Concretament, Villarejo realitzà un cameo interpretant el paper de monstre de Frankestein, en el qual apareix físicament irreconeixible i amb al denominació «José Maria Villarejo» als crèdits.

## Argument
El comte de Capra Negra (Josema Yuste) acompanyat pel seu fidel ajudant de cambra Antoine (Millán Salcedo) viatgen a Somolskaia, al nord de Turquia, després de conèixer la mort del seu oncle, mort en estranyes circumstàncies i reclamar l'herència. En el viatge, el comte s'enamora d'una escriptora misteriosa (Ana Álvarez) que els acompanya fins al castell però, per aconseguir la fortuna, el comte haurà de passar primer una difícil prova.

## Repartiment
- Josema Yuste com a Comte Capra Negra
- Millán Salcedo com a Antoine
- Ana Álvarez com a Nicole Darquier
- Raúl Fraire com a secretari
- Pilar Alcón com a infermera
- Paul Naschy com a comissari
- Raf Taylor com a notari
- Raquel Rodrigo com a mare d'Elizabeth
- Irene Villar com a Elizabeth
- Juan Moltó com a Dràcula
- José Maria Villarejo com a monstre de Frankestein[1]
- María Elena Flores com a portera
- Cris Huerta com a veí
- Chari Moreno com a veïna
- José Martínez Blanco com a baró de Somolskaia
- José Yepes com a peixater
- Julio Bajo com a maitre
- Carlos Lucas com a encarregat del tren llit